# Црква Светог архиђакона Стефана у Отави
Српска православна црква Светог архиђакона Стефана је богослужбени православни храм у Отави, главном граду Канаде. Црква припада Српској православној епархији канадској Српске православне цркве. Прва служба у цркви на новој локацији је одржана 8. јуна 2014. године.

## Историја
Парохија Светог Стефана је основана 1976. године са благословом блаженопочившег Епископа источно-америчког и канадског г. Саве. Први администратор је био блаженопочивши отац Крсто Рикић, који је парохију опслуживао из Монтреала у току неколико периода између 1976. и 1995. године. Први стални свештеник је био отац Жарко Мирковић од 1995. до 2001. године. За време његовог службовања тадашња зграда је добила изглед цркве, са иконостасом и олтаром.
Изградња нове цркве почиње 2008. године, за време пароха Александра Гујаничића (постављен 2005. године). Нова зграда је фузија византијског стила и Рашке школе 14. века. На новој локацији постоји и српски духовни и културни центар. Поред Отаве, парохији припадају и град Гатино, као и околна места.

## Културне активности
У оквиру црквено-школске општине делују подорганизације: Коло српских Сестара Света Петка, српска школа и фолклорна група Коло. Добро посећен, и то не само од српских Канађана, је годишњи Српски фестивал, који се одржава почетком сваког септембра у време канадског Празника рада.

## Галерија
- У време српског фестивала 2016.
- Унутрашњост цркве септембра 2016.